# Porte d'Italie
Pour les articles homonymes, voir Porte d'Italie (homonymie).
Ne doit pas être confondu avec Porte (Italie).
La porte d'Italie est une porte de Paris, en France.

## Situation et accès
La porte d'Italie est située dans le 13e arrondissement, au carrefour de l'avenue d'Italie, du boulevard Masséna, de l'avenue de la Porte-d'Italie et du boulevard Kellermann, face au Kremlin-Bicêtre.
La porte d'Italie est desservie par les lignes de métro 7 et de tramway 3a à la station Porte d'Italie. Depuis juin 2024, la station Maison Blanche de la ligne 14 est ouverte à proximité directe.

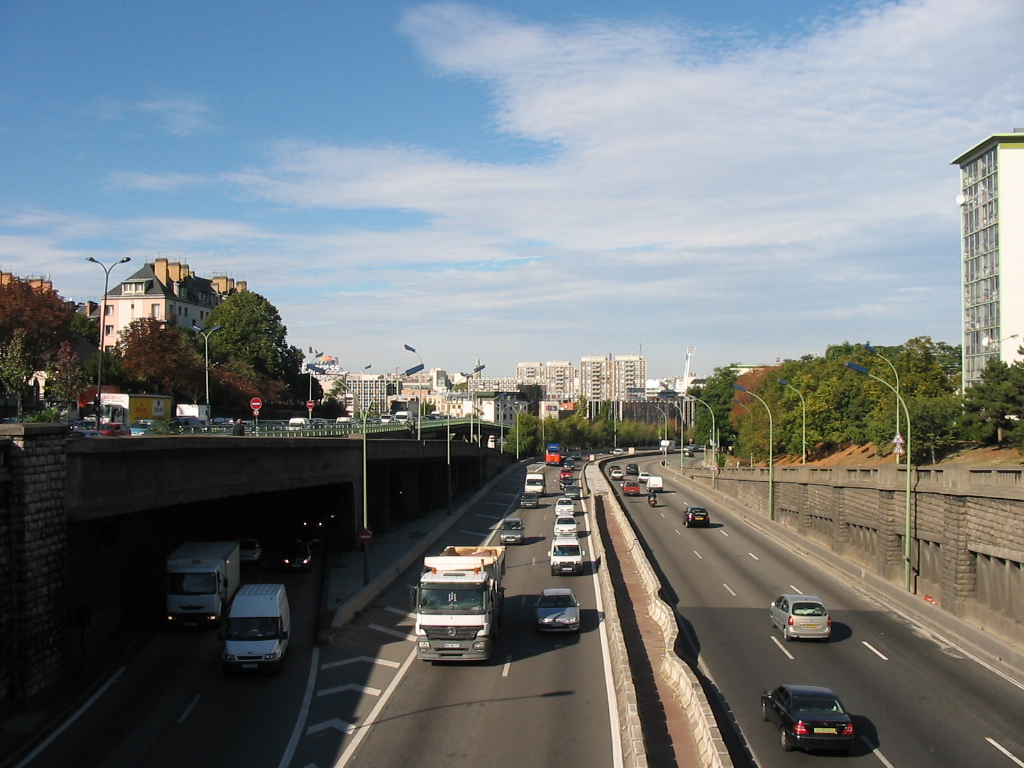
Le périphérique à la porte d'Italie, face à l'ouest : à gauche Le Kremlin-Bicêtre, à droite Paris.
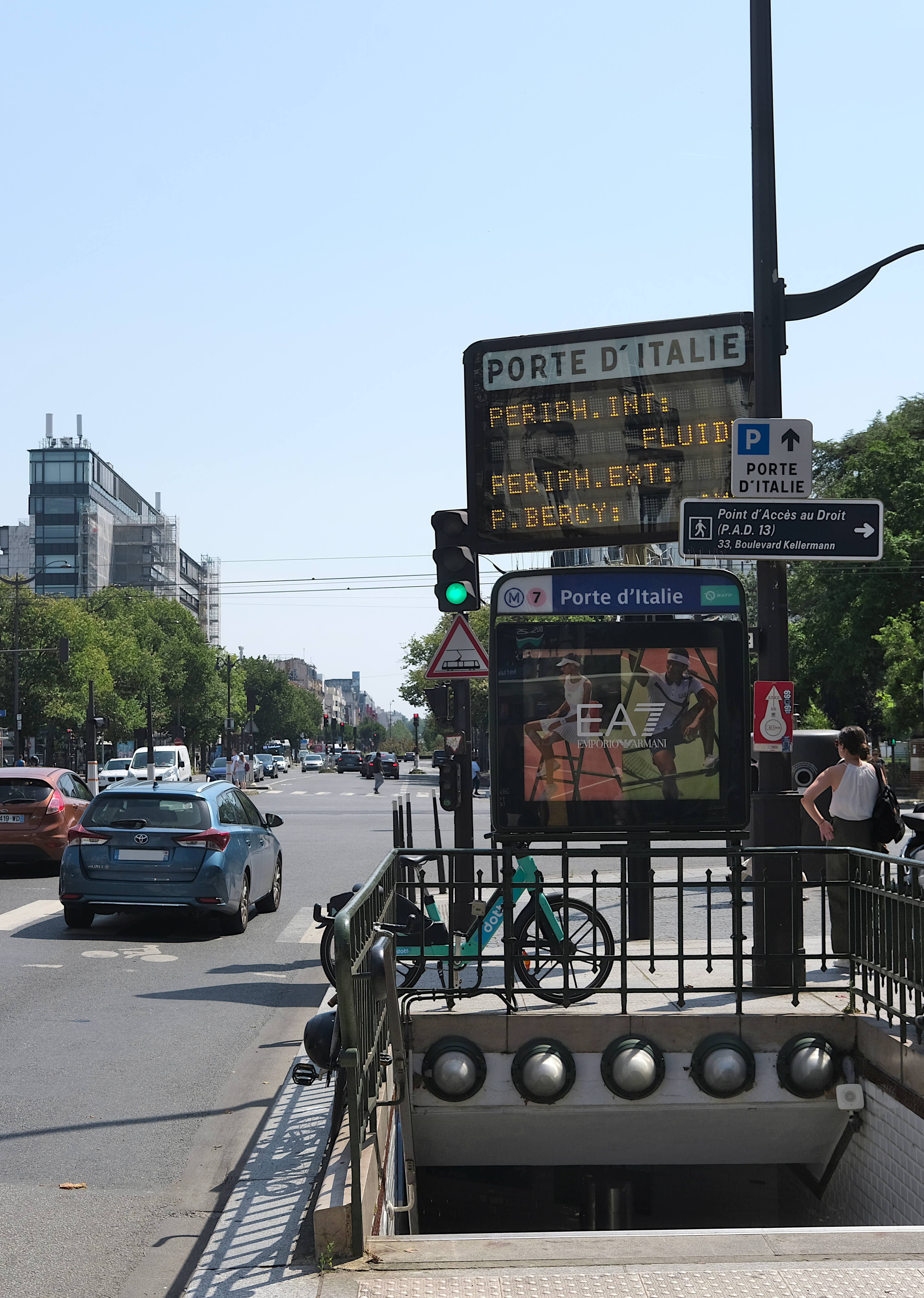
Une entrée du métro, à la Porte d'Italie.

## Origine du nom
La porte d'Italie est le point de départ de la route nationale 7 qui relie Paris à l'Italie, d'où son nom.

## Historique
La porte d'Italie occupe un emplacement situé entre les bastions nos 87 et 88 de l'ancienne enceinte de Thiers.

Porte d'Italie dans les années 1910. Photographies par Eugène Atget
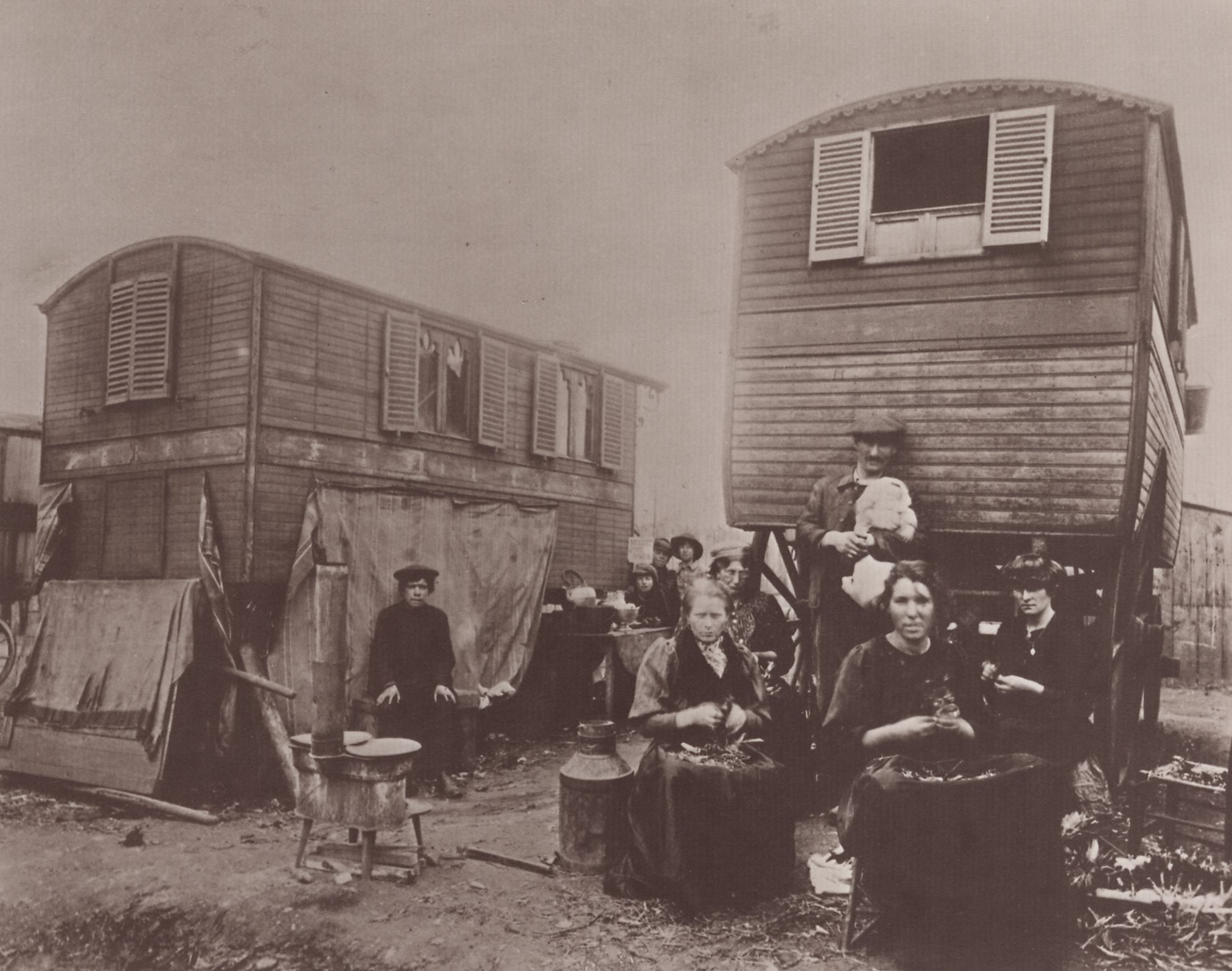
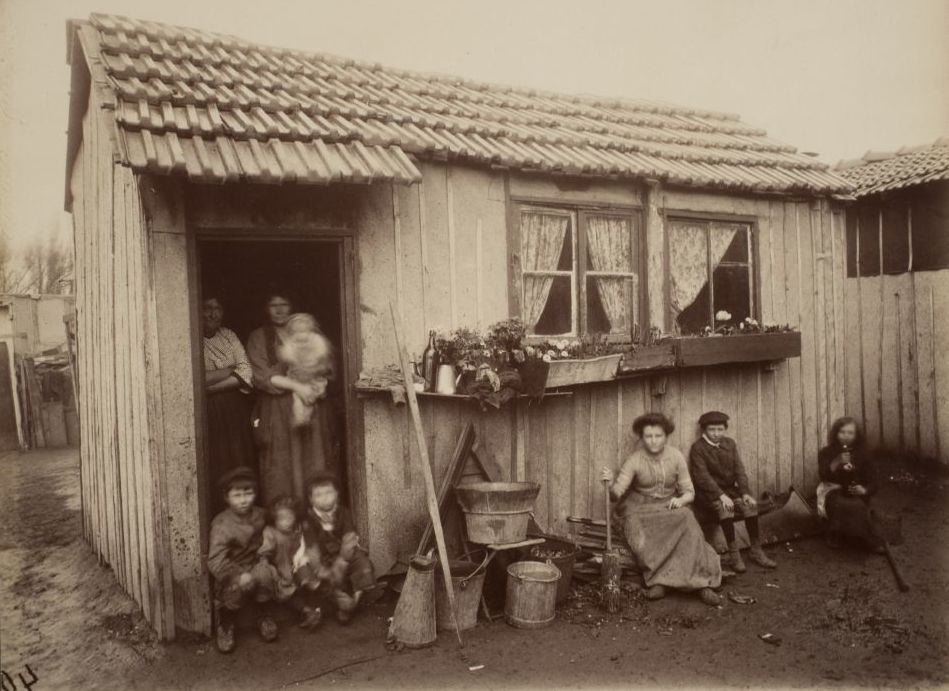

Lors de la libération de Paris à la fin de la Seconde Guerre mondiale, en plus de la porte d'Orléans, c'est par cette porte que certains des premiers éléments de la Deuxième Division blindée sont entrés dans Paris le 24 août 1944 : le premier Français libre à pénétrer dans la capitale est en effet le capitaine Raymond Dronne, avec sa 9e compagnie, la Nueve (régiment de marche du Tchad).

## Bâtiments remarquables et lieux de mémoire
La porte d'Italie est située à la limite du quartier asiatique de Paris et du quartier de la Maison-Blanche. Plusieurs grandes chaînes d'hôtels sont installées à la porte d'Italie du côté Kremlin-Bicêtre. Côté Paris, le quartier héberge des concessionnaires automobiles.
À proximité se trouve un des accès au parc Kellermann.